# Ochrotrichia pectinifera
Ochrotrichia pectinifera är en nattsländeart som beskrevs av Oliver S. Flint Jr. 1972. Ochrotrichia pectinifera ingår i släktet Ochrotrichia och familjen smånattsländor. Inga underarter finns listade i Catalogue of Life.